# Конвенція про громадянство одружених жінок
Конвенція про громадянство одружених жінок — міжнародна конвенція, прийнята Генеральною Асамблеєю ООН у 1957 році. Набула чинності в 1958 році і станом на 2013 рік має 74 держави-учасниці. Вона дозволяє одруженим жінкам приймати громадянство свого чоловіка чи відмовлятися від громадянства на основі власного рішення жінки, але не як вимогу закону через її шлюбний статус.

## Фон
До Конвенції про громадянство одружених жінок не існувало законодавства, яке б захищало право одружених жінок зберігати національне громадянство або відмовлятися від нього так, як це могли робити чоловіки. Жіночі правозахисні групи визнали необхідність законодавчо захистити громадянські права жінок, які одружилися з громадянином іншої країни чи національності. Лігу Націй, міжнародну організацію, правонаступницею якої пізніше стала Організація Об'єднаних Націй, на початку ХХ сторіччя лобіювали групи захисту прав жінок, щоб розв'язати проблему відсутності міжнародних законів, які визнають права одружених жінок на національне громадянство. Конференція з кодифікації міжнародного права, що відбулася в Гаазі в 1930 році, викликала протести з боку міжнародних жіночих правозахисних груп, але Ліга відмовилася включити законодавство, яке забезпечувало б права одружених жінок на громадянство. Ліга зайняла позицію, що питання рівності між чоловіками та жінками — це не їх роль, а роль держав-членів.
Міжнародний жіночий альянс виборчого права (IWSA, пізніше перейменований на Міжнародний альянс жінок) в 1931 році розпочав телеграмну кампанію, щоб натиснути на Лігу Націй, щоб вона розв'язала проблему відсутності законодавства. Жінки з усього світу надіслали телеграми до Ліги Націй на знак протесту. Ліга пішла на поступку створення нефінансованого Консультативного комітету з питань громадянства жінок.
У 1933 році Панамериканська конференція в Монтевідео прийняла Конвенцію про громадянство жінок. Вона була прийнята Панамериканською конференцією одночасно з Договором про рівність прав чоловіків і жінок. Це були перші частини міжнародного права, які «явно встановлюють статеву рівність як принцип, який слід включити до національного законодавства», що вимагалося від країн, які ратифікували конвенцію та договір. Лобіювання цього акту приписують Американській національній партії жінок. Однак протягом міжвоєнних років ні Міжнародна організація праці (МОП), ні Ліга Націй не прийняли жодних конкретних законів з цього питання.

## Набрання чинності
Питання громадянства одружених жінок було головним питанням прав жінок, яке стояло перед ООН після її створення. Була створена Комісія Організації Об'єднаних Націй зі становища жінок, яка зробила це пріоритетом свого порядку денного, розпочавши дослідження в 1948 році. Комісія рекомендувала Економічній і Соціальній Раді Організації Об'єднаних Націй розробити законодавство, яке б надавало жінкам рівні права, як зазначено в статті 15 Загальної декларації прав людини. «Конвенція про громадянство одруженої жінки» набула чинності 11 серпня 1958 року.
Станом на 2013 рік конвенцію ратифікували 74 держави. Вона була денонсована кількома державами, які її ратифікували: Люксембургом, Нідерландами та Великою Британією.

## Призначення
Конвенцію було укладено у світлі колізій права щодо громадянства, що випливає з положень, що стосуються втрати або набуття громадянства жінками внаслідок шлюбу, розлучення або зміни громадянства чоловіком під час шлюбу. Вона дозволяє жінкам приймати громадянство свого чоловіка на основі власного рішення жінки, але не як вимогу.
Конвенція спрямована на виконання прагнень, сформульованих у статті 15 Загальної декларації прав людини про те, що «кожна людина має право на громадянство» і «ніхто не може бути свавільно позбавлений свого громадянства або права змінити своє громадянство».

## Ключові принципи
Стаття 1
- Одруження з іноземцем не впливає автоматично на громадянство жінки.

Стаття 2
- Набуття чоловіком громадянства або відмова від нього не перешкоджає збереженню дружиною свого громадянства.

Стаття 3
- Особливо привілейовані процедури громадянства будуть доступні для дружин, щоб отримати громадянство своїх чоловіків.